# اتحاد بيئة المياه
اتحاد بيئة المياه، (بالإنجليزية: Water Environment Federation)، هو منظمة من المهندسين، والصناعات، التي لها علاقة بمياه الصرف الصحي، المياه، وإعادة استخدام المياه.
"اتحاد بيئة المياه"، تأسست في عام 1928 م، وكانت تعرف سابقا باسم "اتحاد جمعيات اشغال الصرف"، و"اتحاد مكافحة تلوث المياه (WPCF)."
"شبكة اتحاد بيئة المياه"، تضم مهنيين لمراقبة جودة المياه، من 76 جمعية عضو في 30 بلدا. ومقرها في مدينة الإسكندرية بولاية فيرجينيا.
أعضاء اتحاد بيئة المياه يضم خبراء ومتخصصين في مجالات:
- الهندسة البيئية
- معالجة مياه الصرف الصناعى
- معالجة المجاري
- إدارة مياه الأمطار
- تخطيط وتحليل جودة المياه

## الجمعيات الأعضاء

### أمريكا الشمالية
| الدولة                  | الجمعيات                                      | موقع الانترنت                                                         |
| ----------------------- | --------------------------------------------- | --------------------------------------------------------------------- |
| ألاباما                 | جمعية بيئة مياه ألاباما                       | http://www.awea-al.com                                                |
| ألاسكا                  | جمعية ألاسكا لإدارة مياه الصرف الصحي          | http://www.awwma.org                                                  |
| أريزونا                 | جمعية مياه أريزونا                            | http://www.awpca.org                                                  |
| أركنساس                 | جمعية بيئة مياه أركنساس                       | http://www.awwwea.org                                                 |
| كندا الأطلسية           | جمعية كندا الأطلسية للأشغال المائية           | http://www.acwwa.ca                                                   |
| كولومبيا البريطانية     | جمعية كولومبيا البريطانية للمياه والصرف       | http://www.bcwwa.org                                                  |
| كاليفورنيا              | جمعية بيئة مياه كاليفورنيا                    | http://www.cwea.org                                                   |
| كولورادو                | جمعية بيئة مياه الجبال الصخرية                | http://www.rmwea.org                                                  |
| ولاية كونيتيكت          | جمعية بيئة مياه إنجلترا الجديدة               | http://www.newea.org                                                  |
| ديلوير                  | جمعية بيئة مياه تشيسابيك                      | https://web.archive.org/web/20181205112346/http://www.wwoa-cwea.org/  |
| مقاطعة كولومبيا         | الرابطة الاتحادية لجودة المياه                | http://www.fwqa.org                                                   |
| ميريلاند                | جمعية بيئة مياه تشيسابيك                      | https://web.archive.org/web/20181205112346/http://www.wwoa-cwea.org/  |
| فلوريدا                 | جمعية بيئة مياه فلوريدا                       | http://www.fwea.org                                                   |
| جورجيا                  | رابطة جورجيا للمتخصصين في مجال المياه         | https://web.archive.org/web/20160414230452/http://www.gawponline.org/ |
| هاواي                   | جمعية بيئة مياه هاواي                         | http://www.hwea.org                                                   |
| أيداهو                  | جمعية المياه النظيفة لشمال غرب المحيط الهادي  | http://www.pncwa.org                                                  |
| إلينويز                 | جمعية بيئة مياه إلينوي                        | http://www.iweasite.org                                               |
| إنديانا                 | جمعية بيئة مياه إنديانا                       | http://www.indianawea.org                                             |
| أيوا                    | جمعية مراقبة تلوث المياه لولاية أيوا          | https://web.archive.org/web/20190506020044/http://www.iawpca.org/     |
| كانساس                  | جمعية بيئة مياه كانساس                        | http://www.kwea.net                                                   |
| كنتاكي                  | جمعية بيئة مياه ولاية كنتاكي، تينيسي          | http://www.kytnwea.org                                                |
| لويزيانا                | جمعية بيئة مياه ولاية لويزيانا                | https://web.archive.org/web/20180405153127/http://www.lweaonline.org/ |
| ولاية ماين الأمريكية    | جمعية بيئة مياه إنجلترا الجديدة               | http://www.newea.org                                                  |
| ماساتشوستس              | جمعية بيئة مياه إنجلترا الجديدة               | http://www.newea.org                                                  |
| ميتشجان                 | جمعية بيئة مياه ميتشجان                       | http://www.mi-wea.org                                                 |
| مينيسوتا                | جمعية بيئة مياه وسط الولايات                  | http://www.cswea.org                                                  |
| ميسيسيبي                | جمعية بيئة مياه ولاية ميسيسيبي                | http://www.mswea.org                                                  |
| ولاية ميسوري            | جمعية بيئة مياه ولاية ميسوري                  | http://www.mwea.org                                                   |
| مونتانا                 | جمعية بيئة مياه مونتانا                       | http://www.ne-wea.org                                                 |
| نبراسكا                 | جمعية بيئة مياه ولاية نبراسكا                 | http://www.ne-wea.org                                                 |
| نيو هامبشير             | جمعية بيئة مياه إنجلترا الجديدة               | http://www.newea.org                                                  |
| نيو جيرزي               | جمعية بيئة مياه نيو جيرزي                     | http://www.njwea.org                                                  |
| نيو مكسيكو              | جمعية بيئة مياه الجبال الصخرية                | http://www.rmwea.org                                                  |
| نيويورك                 | جمعية بيئة مياه نيويورك                       | http://www.nywea.org                                                  |
| نيفادا                  | جمعية بيئة مياه نيفادا                        | http://www.nvwea.org                                                  |
| ولاية كارولينا الشمالية | جمعية بيئة مياه ولاية كارولينا الشمالية       | http://www.ncsafewater.org                                            |
| داكوتا الشمالية         | جمعية بيئة مياه داكوتا الشمالية               | لا يوجد                                                               |
| أوهايو                  | جمعية بيئة مياه أوهايو                        | http://www.ohiowea.org                                                |
| أوكلاهوما               | جمعية بيئة مياه أوكلاهوما                     | http://www.owea.org                                                   |
| أونتاريو                | جمعية البيئة المائية في أونتاريو              | http://www.weao.org                                                   |
| ولاية أوريجون           | جمعية المياه النظيفة لشمال غرب المحيط الهادي  | http://www.pncwa.org                                                  |
| بنسلفانيا               | جمعية بيئة مياه بنسلفانيا                     | http://www.pwea.org                                                   |
| بورتريكو.               | جمعية بيئة ومياه بورتريكو                     | http://www.prwea.org                                                  |
| كيبيك                   | شركة شبكة البيئة                              | http://www.reseau-environnement.com                                   |
| رود ايلاند              | جمعية بيئة مياه إنجلترا الجديدة               | http://www.newea.org                                                  |
| ولاية كارولينا الجنوبية | جمعية البيئة المائية لولاية كارولينا الجنوبية | https://web.archive.org/web/20140222030226/http://www.weasc.org/      |
| داكوتا الجنوبية         | جمعية بيئة مياه ولاية داكوتا الجنوبية         | لا يوجد                                                               |
| تينيسي                  | جمعية بيئة مياه ولاية كنتاكي، تينيسي          | http://www.kytnwea.org                                                |
| تكساس                   | جمعية بيئة مياه ولاية تكساس                   | http://www.weat.org                                                   |
| يوتاه                   | جمعية بيئة مياه ولاية يوتا                    | http://www.weau.org                                                   |
| فيرمونت                 | جمعية بيئة مياه إنجلترا الجديدة               | http://www.newea.org                                                  |
| فيرجينيا                | جمعية بيئة مياه فيرجينيا                      | http://www.vwea.org                                                   |
| واشنطن                  | جمعية المياه النظيفة لشمال غرب المحيط الهادي  | http://www.pncwa.org                                                  |
| كندا الغربية            | جمعية بيئة مياه غرب كندا                      | http://www.wcwwa.ca                                                   |
| غرب فيرجينيا            | جمعية بيئة مياه فيرجينيا الغربية              | http://www.wv-wea.org                                                 |
| ويسكونسن                | جمعية بيئة مياه وسط الولايات                  | http://www.cswea.org                                                  |
| وايومنغ                 | جمعية بيئة مياه الجبال الصخرية                | http://www.rmwea.org                                                  |

### أمريكا اللاتينية
| الدولة    | الجمعيات                                             | موقع الإنترنت                                 |
| --------- | ---------------------------------------------------- | --------------------------------------------- |
| الأرجنتين | الرابطة الأرجنتينية للهندسة الصحية والبيئية          | http://www.aidisar.org/aidis%5Bوصلة+مكسورة%5D |
| البرازيل  | الرابطة البرازيلية للهندسة الصحية والبيئية           | http://www.abes-dn.org.br                     |
| شيلي      | الرابطة المشتركة بين الدول للهندسة الصحية والبيئية   | http://www.aidis.cl                           |
| كولومبيا  | الجمعية الكولومبية للهندسة الصحية والبيئية           | http://www.acodal.org.co                      |
| المكسيك   | الجمعية المكسيكية للمياه، ميلانو. (أس أم ايه ايه سي) | http://www.aguasmexicanas.com                 |
| فنزويلا   | الرابطة الفنزويلية                                   | لا يوجد                                       |

### أوروبا
| الدولة        | الجمعيات                                        | موقع الإنترنت                                                 |
| ------------- | ----------------------------------------------- | ------------------------------------------------------------- |
| هنغاريا       | الجمعية المهنية لبيئة مياه هنغاريا              | http://www.ch.bme.hu                                          |
| إيطاليا.      | الجمعية الإيطالية لمكافحة تلوث المياه           | لا يوجد                                                       |
| هولندا        | الرابطة الهولندية للمياه                        | http://www.nva.net                                            |
| البرتغال      | الرابطة البرتغالية للهندية الصحية والبيئية      | http://www.apesb.pt                                           |
| إسبانيا       | جمعية الدفاع عن جودة المياه                     | http://www.adecagua.org                                       |
| السويد        | رابطة المياه                                    | http://www.foreningenvatten.se                                |
| تركيا         | جمعية بيئة مياه تركيا                           | لا يوجد                                                       |
| المملكة متحدة | معهد تشارترد لإدارة المياه والبيئة              | http://www.ciwem.com                                          |
| بلغاريا.      | الرابطة الوطنية البلغارية لجودة المياه          | لا يوجد                                                       |
| فنلندا        | رابطة مياه فنلندا                               | لا يوجد                                                       |
| ألمانيا       | الجمعية الألمانية للمياه والصرف الصحي والنفايات | https://web.archive.org/web/20070122010707/http://www.dwa.de/ |
| النرويج       | جمعية المياه النرويجية                          | لا يوجد                                                       |
| سويسرا        | الرابطة السويسرية المهنية لمياه الصرف الصحي     | http://www.vsa.ch/                                            |

### الشرق الأوسط وأفريقيا
| الدولة                   | الجمعيات                                 | موقع الإنترنت                  |
| ------------------------ | ---------------------------------------- | ------------------------------ |
| مصر                      | الجمعية المصرية لشؤون البيئة المائية     | لا يوجد                        |
| إسرائيل.                 | رابطة المياه الإسرائيلية                 | http://www.israelwater.org.il/ |
| فلسطين                   | رابطة بيئة مياه الفلسطينية               | لا يوجد                        |
| المملكة العربية السعودية | جمعية بيئة مياه المملكة العربية السعودية | http://www.sawea.org           |
| جنوب أفريقيا             | معهد مياه جنوب أفريقيا                   | http://www.wisa.org.za         |

### آسيا/المحيط الهادي
| الدولة    | الجمعيات                                                 | موقع الإنترنت                                                                   |
| --------- | -------------------------------------------------------- | ------------------------------------------------------------------------------- |
| الصين     | الرابطة الصناعية للمياه، الجمعية الصينية للهندسة المدنية | http://www.h2o-china.com                                                        |
| الهند     | الجمعية البيئية الهندية                                  | https://web.archive.org/web/20180412002727/http://www.iea.org.in/               |
| اليابان   | الرابطة اليابانية لأعمال الصرف                           | http://www.jswa.jp/                                                             |
| كوريا     | الرابطة الكورية لمكافحة تلوث المياه                      | لا يوجد                                                                         |
| نيوزيلندا | الرابطة النيوزيلندية للماء والنفايات                     | http://www.nzwwa.org.nz                                                         |
| الفلبين   | جمعية بيئة مياه الفلبين                                  | لا يوجد                                                                         |
| سنغافورة  | الرابطة السنغافورية للهندسة البيئية                      | https://web.archive.org/web/20101005235527/http://web.singnet.com.sg/ ~ eess1 / |
| تايلاند   | الرابطة التايلاندية للهندسة البيئية                      | http://www.eeat.or.th                                                           |

## وصلات خارجية
- اتحاد بيئة المياه